# Der Fall Rosentopf
Der Fall Rosentopf ist ein deutscher Stummfilm von Ernst Lubitsch aus dem Jahr 1918. Er zählt zu den verschollenen Filmen des Regisseurs. Fragmente sind im Bundesarchiv erhalten.

## Inhalt
In Der Fall Rosentopf ist Ernst Lubitsch Sally, der „clevere Assistent des Detektivs“ Ceeps, dem es in der Polizeifarce um den Fall Rosentopf erst nach einiger Anstrengung gelingt, zur Lösung zu kommen.

## Produktion
Der Film wurde in den UFA-Union-Filmstudios, Berlin-Tempelhof gedreht. Die Bauten stammen von Kurt Richter. Das National Film Archive besitzt zwar auch Entwürfe von Paul Leni für den Film, dessen Mitarbeit jedoch aufgrund wiederentdeckter Filmcredits nicht bestätigt werden kann. Gleiches gilt für eine schauspielerische Mitarbeit von Ossi Oswalda, die Hermann G. Weinberg 1977 angab.
Die Prüfung des 1.163 Meter langen Films durch die Zensur fand im Juli 1918 statt. Die Premiere des Films, der in der Lichtbild-Bühne als Der Fall Rosenblum angekündigt wurde, war am 20. September 1918 im U.T. Friedrichstraße in Berlin.
Der Fall Rosentopf gehörte zu einer Reihe von Filmen, in der die von Lubitsch dargestellte Figur des Sally auftritt. Oft kam diese Figur zum Beispiel als kleiner Lehrling aus einer Klein- in eine Großstadt und stieg in der Folge gesellschaftlich auf. Beispiele dafür sind 1916 Schuhpalast Pinkus mit Lubitsch als Sally Pinkus und 1917 Der Blusenkönig mit Lubitsch als Sally Katz. Weitere Figuren mit dem Namen Sally, die von Lubitsch dargestellt werden, finden sich 1916 in Der G.m.b.H.-Tenor (Sally), 1918 in Der Rodelkavalier (Sally Pinner) sowie Meyer aus Berlin (Sally Meyer).